# L'ombra e il baleno
L'ombra e il baleno (The Shadow and the Flash) è un racconto breve fantastico-fantascientifico di Jack London (1902?), che racconta la storia di due amici in gara tra di loro fin dall'infanzia, nello studio, nello sport, in amore, finché alla fine i due seguiranno due strade opposte per ottenere l'invisibilità.
La storia compare in una raccolta di racconti, Faccia di Luna (Moon-Face and Other Stories).
Il racconto è stato pubblicato in italiano per la prima volta nel 1939.

## Edizioni italiane
(parziale)
- Jack London, L'ombra e il baleno, in Le morti concentriche, La Biblioteca di Babele, Parma, Franco Maria Ricci, 1975.
- Jack London, L'ombra e il baleno (epub), in Faccia di luna e altre storie, Faligi Editore, 2013, ISBN 978-88-574-1914-5.

## Adattamenti
Una versione a fumetti del racconto "L'ombra e il baleno" compare in un numero della collana Zona X per la serie di Martin Mystère; si tratta di 22 tavole disegnate da Giancarlo Alessandrini.